# Aristide De Ranieri
Pour les articles homonymes, voir Ranieri.
 (septembre 2021).
Si vous disposez d'ouvrages ou d'articles de référence ou si vous connaissez des sites web de qualité traitant du thème abordé ici, merci de compléter l'article en donnant les références utiles à sa vérifiabilité et en les liant à la section « Notes et références ».
Aristide Vincenzo Antonio De Ranieri dit Aristide de Ranieri, né à Carrare (Italie) le 28 février 1865 et mort à l'hôpital Sainte-Anne dans le 14e arrondissement de Paris le 4 novembre 1954, est un sculpteur italien qui a essentiellement vécu et travaillé en France.
Il exécuta de nombreuses œuvres dans le style Art nouveau en marbre, bronze, régule, biscuit, terre cuite et plâtre, toutes signées A. de Ranieri.

## Biographie
Aristide De Ranieri est issu d'une dynastie de sculpteurs sur marbre toscans. Son père, Angiolo De Ranieri originaire de Querceta (1834-1911), sculpteur formé dans les ateliers de Pietrasanta et de Carrare et ses frères Ermenegildo (1862-1919) et Ferruccio (1867-1957), ont orné les principaux monuments des villes et des cimetières de Viareggio et de Pietrasanta à la fin du XIXe et au début du XXe siècle. Ses neveux Dino De Ranieri, fils d'Ermenegildo, et Lelio De Ranieri (1890-1967), fils de Ferruccio, poursuivirent la tradition familiale jusqu'au milieu du XXe siècle.
Formé dans l'atelier familial de Pietrasanta et à l'école des Beaux-Arts de Carrare, il est envoyé à Paris par son père pour ouvrir en 1893 une succursale de la société Angiolo De Ranieri e figli au 10 de la rue de Perceval dans le 14e arrondissement.
Parallèlement à ses activités de représentant en France de l'entreprise familiale, Aristide De Ranieri installe un atelier de sculpture rue Vercingétorix où il crée ses propres œuvres dans le style Art nouveau alors en pleine ascension. Sociétaire de la Société des artistes français, il figure régulièrement dans les Salons de Paris où il obtient la mention honorable en 1899.
Rapidement, la production de céramiques devient la principale activité d'Aristide De Ranieri jusqu'à la déclaration de guerre en 1914.
Trop âgé pour être mobilisé, il poursuit ses activités mais rencontre  des difficultés pour écouler ses créations auprès d'une population préoccupée par les nécessités du quotidien en temps de guerre. Il doit interrompre sa production et, pour vivre, en vient à proposer des dessins à caractère patriotique à des journaux et à des revues parisiennes comme La Baïonnette. Pendant toute cette période, on retrouve également sa signature sur de nombreuses caricatures diffusées sous forme de cartes postales utilisées comme support de propagande anti-allemande.
Après la fin du conflit, Aristide De Ranieri tente de reprendre son activité de sculpteur et de céramiste, mais il constate que le style art nouveau qui a fait sa notoriété est passé de mode. Ne rencontrant plus la faveur d'un public il prend la décision de fermer définitivement son atelier et entreprend une nouvelle carrière dans la statuaire académique essentiellement pour des commandes d'État pour des monuments aux morts et ouvrages commémoratifs.
Sa dernière œuvre connue, un médaillon commémoratif de la traversée de l'Atlantique par les aviateurs Dieudonné Costes et Maurice Bellonte, date de 1929. C'est également cette année-là qu'il expose pour la dernière fois au Salon de Paris. Il avait alors 64 ans.
Mort à l'hôpital Sainte-Anne à l'âge de 89 ans, Aristide de Ranieri est inhumé le 8 novembre 1954 au cimetière du Montparnasse (10e division). Il était marié depuis décembre 1908 à Eugénie Bouvais, fille d'un coutelier parisien. Leur fils unique, Alexandre (1900-1993), ne reprendra pas l'activité de son père et deviendra éclairagiste.

## Œuvres

### Œuvres exposées dans les salons et galeries
Salon de Paris de 1894
- Les pigeons voyageurs[4]

Salon de Paris de 1896
- Le Message, statue en plâtre (n° 3780)[5]

Salon de Paris de 1898
- Tentation, statuette de femme en marbre (n° 3795)

Salon de Paris de 1900
- L'Ange du tombeau, statue en marbre blanc pour une chapelle mortuaire (n° 2112)[6]

Salon de Paris de 1901
- Portrait de M. C. de Viner, buste en marbre et pierre lithographique (n° 3496)

Salon de Paris de 1902
- Portrait de S.M. Victor-Emmanuel III, roi d'Italie, buste en plâtre (n° 2800)[7]

Galerie Georges Petit
- Exposition Paris-Province (mai 1902)[8]

Salon de Paris de 1903
- L'Escrime, statuette en plasticine (n° 3124)[9]

Exposition internationale de Venise de 1904
- L'Ange de la paix, monument en marbre blanc.

Salon de Paris de 1905
- Dante, buste en marbre blanc (n° 3559)

Salon de Calais de 1906
- Le Message, buste en marbre
- Le Muguet, marbre
- La Chanson, buste en terre cuite
- La Candeur, buste en marbre
- Judith, buste en marbre
- Phryné
- La Musique
- La Libellule

Salon des Beaux-Arts de 1909
- Au petit Trianon, bronze à patine brune[10].

Salon de Paris de 1911
- Frisson, statuette en marbre (n° 3764)

Salon de Paris de 1912
- Saute-Mouton, groupe à cire perdue (n° 3986)

Salon de Paris de 1913
- Tragédie, statuette en marbre jaune de Carrare (n° 3987)[11],[12]

### Œuvres exposées dans les musées et lieux publics
- L'Ange du tombeau (Salon de Paris 1900) au cimetière de Calais-Sud[13].
- L'Ange de la Paix (Exposition internationale de Venise de 1904) au cimetière de Gênes[14].
- Méphisto au luth, sculpture en plâtre blanc. Musée d'art et d'histoire de Brive-la-Gaillarde.
- Médaillon commémoratif de la traversée de l'Atlantique par Costes et Bellonte, bas-relief en plâtre moulé daté de 1929. Musée national de la coopération franco-américaine, château de Blérancourt.

### Autres œuvres
- L'Angélus, paire de vases en régule patiné bronze, d'après le tableau de Jean-François Millet[15]
- La boule de neige, sujet lampe en régule[16]
- La frileuse, sujet lampe en régule[17]
- Gavroche, sujet lampe en régule[18]
- Étoile filante, buste de femme en bronze[19]
- Aux colonies, sujet militaire en bronze[20]
- Marguerite[21] et Rose, paire de sujets en bronze.
- Aux champs, sujet en bronze[22].
- La première cigarette, sujet lampe en terre cuite polychrome, publicité pour le papier à cigarette JOB
- Beethoven, buste en terre cuite
- Lion à l'affut, sujet en plâtre à patine bronze
- Femme à la mandoline, buste en régule
- Bécassine, sujet en plâtre peint
- Quasimodo, sujet en plâtre peint
- Les Trois enfants vendangeurs, groupe en biscuit
- Le retour des vendanges, sujet en régule patiné
- Bébé dort, sujet en terre cuite patinée
- Au bord de la mer, sujet en régule patiné
- Poulbot
- La Source, vase en terre cuite
- Terpsichore, statuette en marbre blanc
- Le lys, buste de jeune femme en terre cuite
- Petit Pierrot, lampe de table. Technique mixte, bois, terre cuite et métal
- Accord
- Pendules[23], encriers, vases, lampes...

## Prix
- Mention honorable décernée par la Société des artistes français le 25 mai 1899[24].

## Distinctions
- Officier d'académie (arrêté du ministre de l'Instruction publique et des Beaux-Arts de 1899).